# ناتالي كويزادا
ناتالي أليخاندرا كويزادا ألتاميرانو، وهي مهاجمة كرة قدم تشيلية تلعب حاليًا لفريق كولو كولو في بطولة تشيلي. لعبت في نهائي كوبا ليبرتادوريس 2011.

## روابط خارجية
- ناتالي كويزادا على موقع الاتحاد الدولي (مؤرشف)  (الإنجليزية)
- ناتالي كويزادا على موقع Soccerway.com (الإنجليزية)